# 克里克托莱讷瓦勒
克里克托莱讷瓦勒（法語：Criquetot-l'Esneval，法語發音：[kʁikto lɛnval]）是法国滨海塞纳省的一个市镇，属于勒阿弗尔区。

## 地理
克里克托莱讷瓦勒（49°38'38"N, 0°15'58"E）面积13.47 平方千米，位于法国诺曼底大区滨海塞纳省，该省份为法国北部沿海省份，其西部及北部濒大西洋英吉利海峡，东起顺时针与索姆省、瓦兹省、厄尔省和卡爾瓦多斯省接壤。
与克里克托莱讷瓦勒接壤的市镇（或旧市镇、城区）包括：屈韦维尔、埃克兰维尔、蒂尔托、韦尔热托。

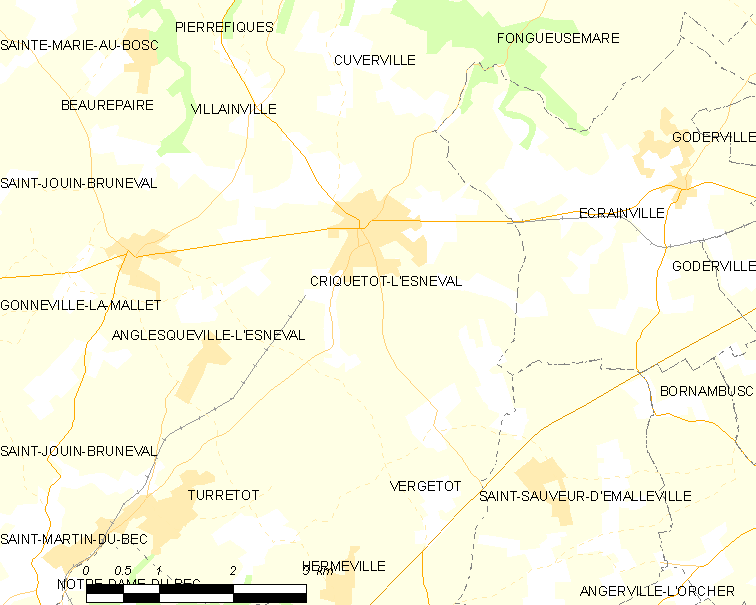
克里克托莱讷瓦勒的OSM定位图

克里克托莱讷瓦勒的时区为UTC+01:00、UTC+02:00（夏令时）。

## 行政
克里克托莱讷瓦勒的邮政编码为76280，INSEE市镇编码为76196。

## 政治
克里克托莱讷瓦勒所属的省级选区为滨海奥克特维尔县。

## 人口

1962-2008年间克里克托莱讷瓦勒人口变化图示

克里克托莱讷瓦勒于2022年1月1日时的人口数量为2578人。